# Mańkiwśke
Mańkiwśke (ukr. Маньківське, hist. Mańkówka) – wieś na Ukrainie, w obwodu kirowohradzkiego, w rejonie hołowaniwskim (do 2020 r. w rejonie błahowiszczenskim). W 2025 roku liczyła 12 mieszkańców.